# Tokio Tasaka
Tokio Tasaka (jap. 田阪 登紀夫, Tasaka Tokio; * 4. September 1947) ist ein japanischer Sportwissenschaftler und ehemaliger Tischtennisspieler. Er gewann sieben Medaillen bei Weltmeisterschaften Ende der 1960er und in den 1970er Jahren.

## Werdegang
Tokio Tasaka studierte Sozialwissenschaften an der Waseda-Universität, die er 1970 abschloss. Erste internationale Erfolge im Tischtennis erzielte er 1968 bei den Asienmeisterschaften, wo er im Doppel mit Nobuhiko Hasegawa und mit der Mannschaft gewann; im Einzel erreichte er das Halbfinale. 1970 wurde er im Einzel und im Doppel mit Katsuyuki Abe Zweiter. Eine weitere Goldmedaille gewann er 1972 im Teamwettbewerb, Silber gab es im Doppel mit Nobuhiko Hasegawa und Bronze im Mixed. 1974 reichte es für Bronze im Doppel und Silber mit der Mannschaft.
Von 1969 bis 1977 nahm Tokio Tasaka an vier Weltmeisterschaften teil. Dabei wurde er 1969 nach einer Halbfinal-Niederlage gegen Eberhard Schöler Dritter im Einzel. Im Doppel mit Nobuhiko Hasegawa holte er Silber hinter den Schweden Hans Alsér/Kjell Johansson. 1971 gewann er an der Seite von Hasegawa Bronze im Doppel, mit der Mannschaft kam er bis ins Endspiel. 1977 gab es noch zwei Silbermedaillen, nämlich im Mixed mit Sachiko Yokota und mit der Mannschaft.
In der ITTF-Weltrangliste belegte er Anfang 1973 Platz sechs.
Nach seiner aktiven Tischtenniskarriere begann er ein Studium der Sportwissenschaften an der Sporthochschule Osaka, das er 1983 abschloss. Er hält eine Professorenstelle an der Dōshisha-Universität in Kyōtanabe inne, wo er bis Anfang der 90er im Bereich der körperlichen Fitness beim Skilanglauf, bis Mitte der 90er der Sauerstoffaufnahme von Hochschulathleten und seitdem körperliche Fitness beim Tischtennis erforscht.

## Turnierergebnisse
| Verband | Veranstaltung           | Jahr | Ort        | Land | Einzel        | Doppel     | Mixed         | Team |
| ------- | ----------------------- | ---- | ---------- | ---- | ------------- | ---------- | ------------- | ---- |
| JPN     | Asienmeisterschaft ATTU | 1974 | Yokohama   | JPN  | letzte 16     | Halbfinale | Viertelfinale | 2    |
| JPN     | Asienmeisterschaft ATTU | 1972 | Peking     | CHN  | Viertelfinale | Silber     | Halbfinale    | 1    |
| JPN     | Asienmeisterschaft TTFA | 1970 | Nagoya     | JPN  | Silber        | Silber     | Viertelfinale |      |
| JPN     | Asienmeisterschaft TTFA | 1968 | Jakarta    | INA  | Halbfinale    | Gold       |               | 1    |
| JPN     | Weltmeisterschaft       | 1977 | Birmingham | ENG  | letzte 32     | letzte 16  | Silber        | 2    |
| JPN     | Weltmeisterschaft       | 1973 | Sarajevo   | YUG  | letzte 64     | letzte 16  | Viertelfinale | 3    |
| JPN     | Weltmeisterschaft       | 1971 | Nagoya     | JPN  | letzte 16     | Halbfinale | letzte 32     | 2    |
| JPN     | Weltmeisterschaft       | 1969 | München    | FRG  | Halbfinale    | Silber     | Viertelfinale |      |